# Rybníčky v Chudíři
Rybníčky v Chudíři[zdroj?] jsou soustavou tří malých rybníčků, které se nalézají na severním okraji obce Chudíř v okrese Mladá Boleslav. 

## Galerie

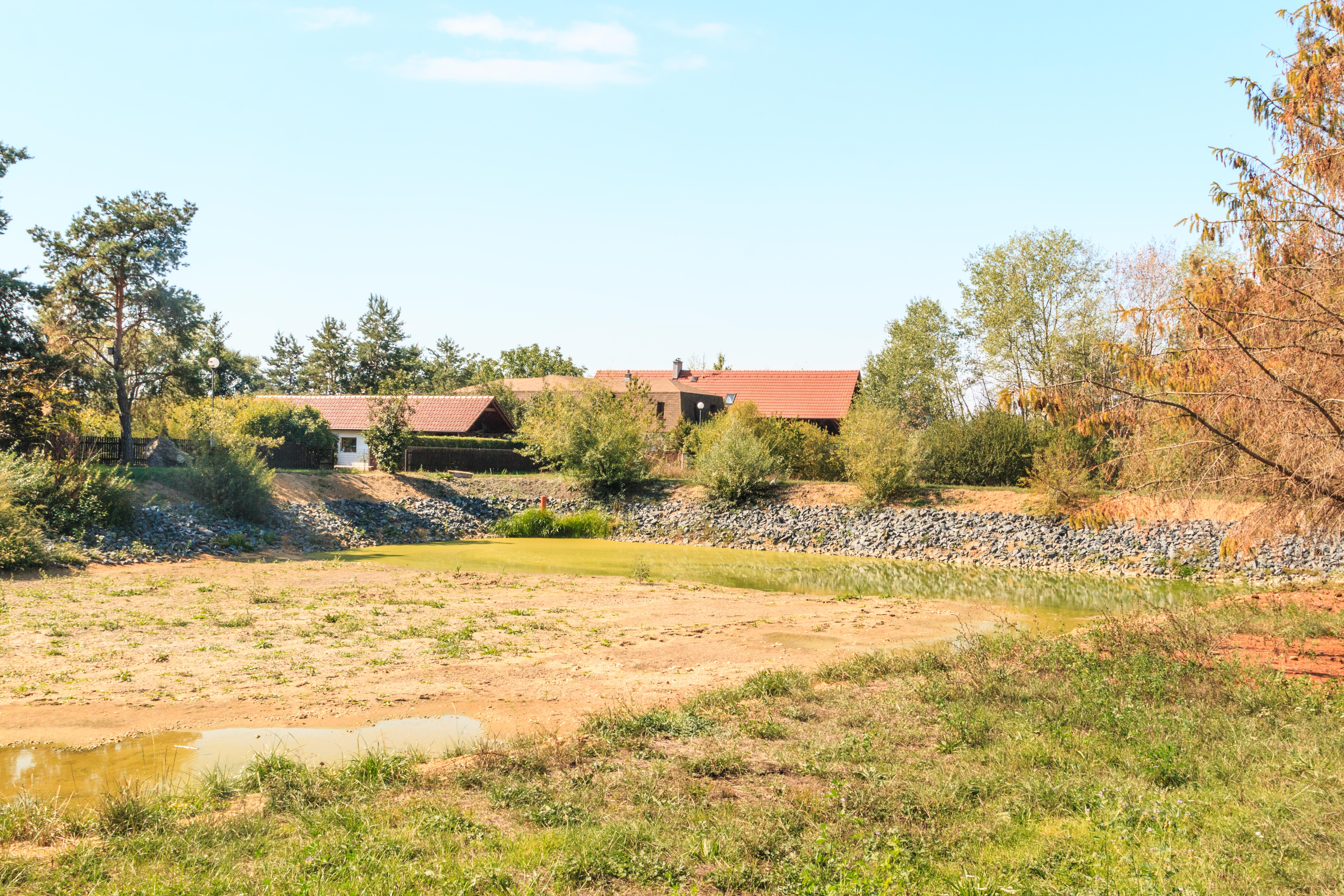
Pohled na rybníčky v Chudíři
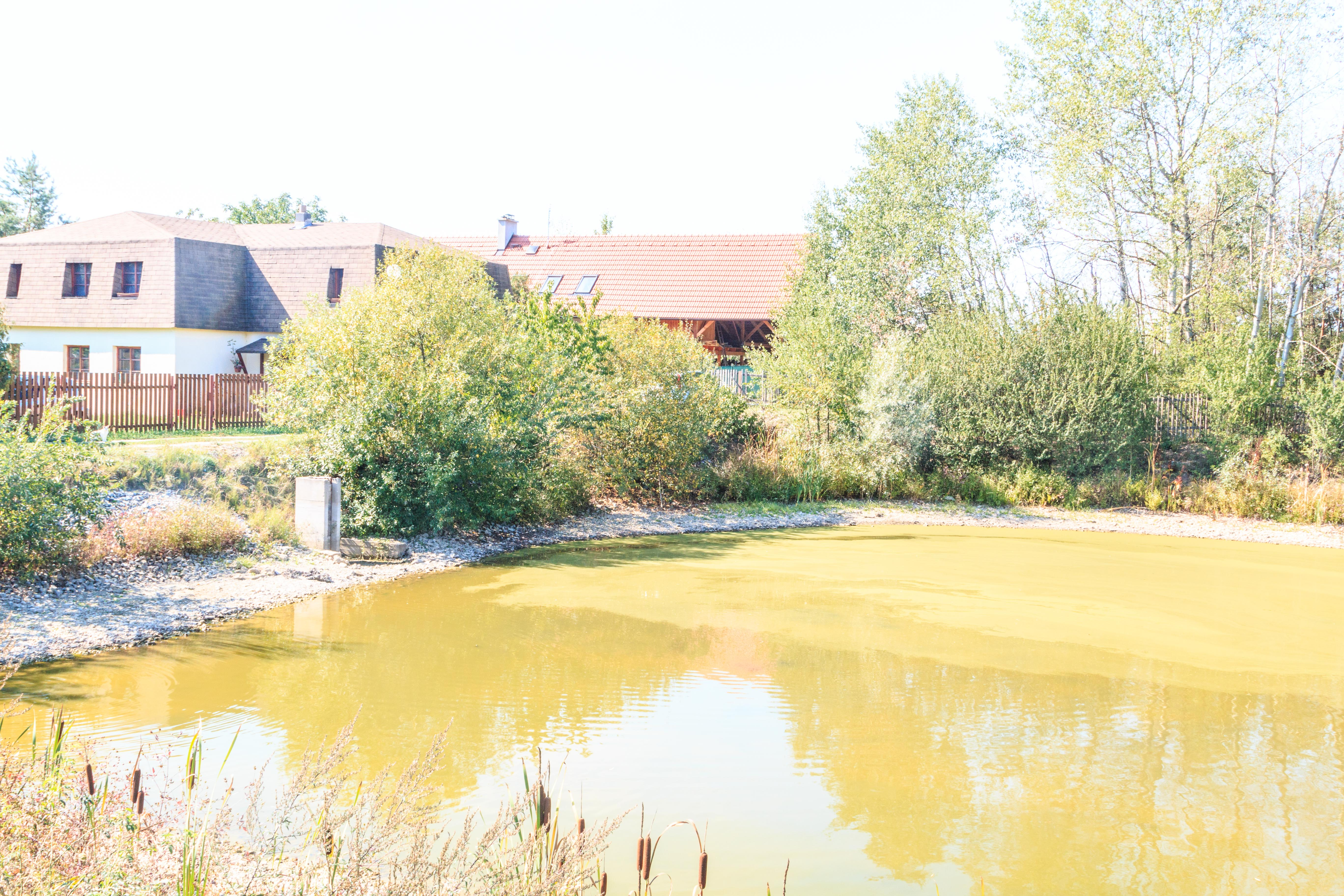
Pohled na rybníčky v Chudíři
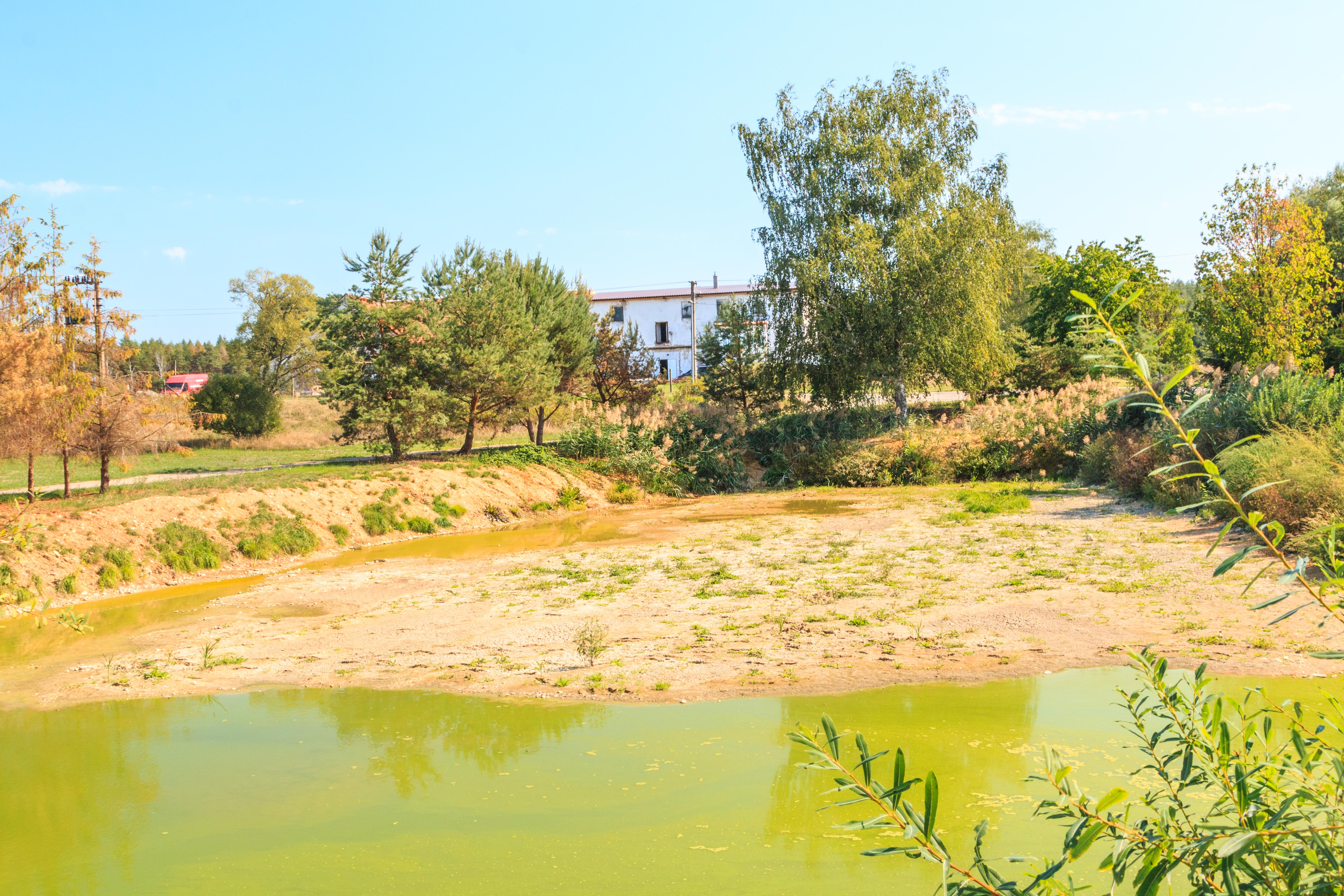
Pohled na rybníčky v Chudíři
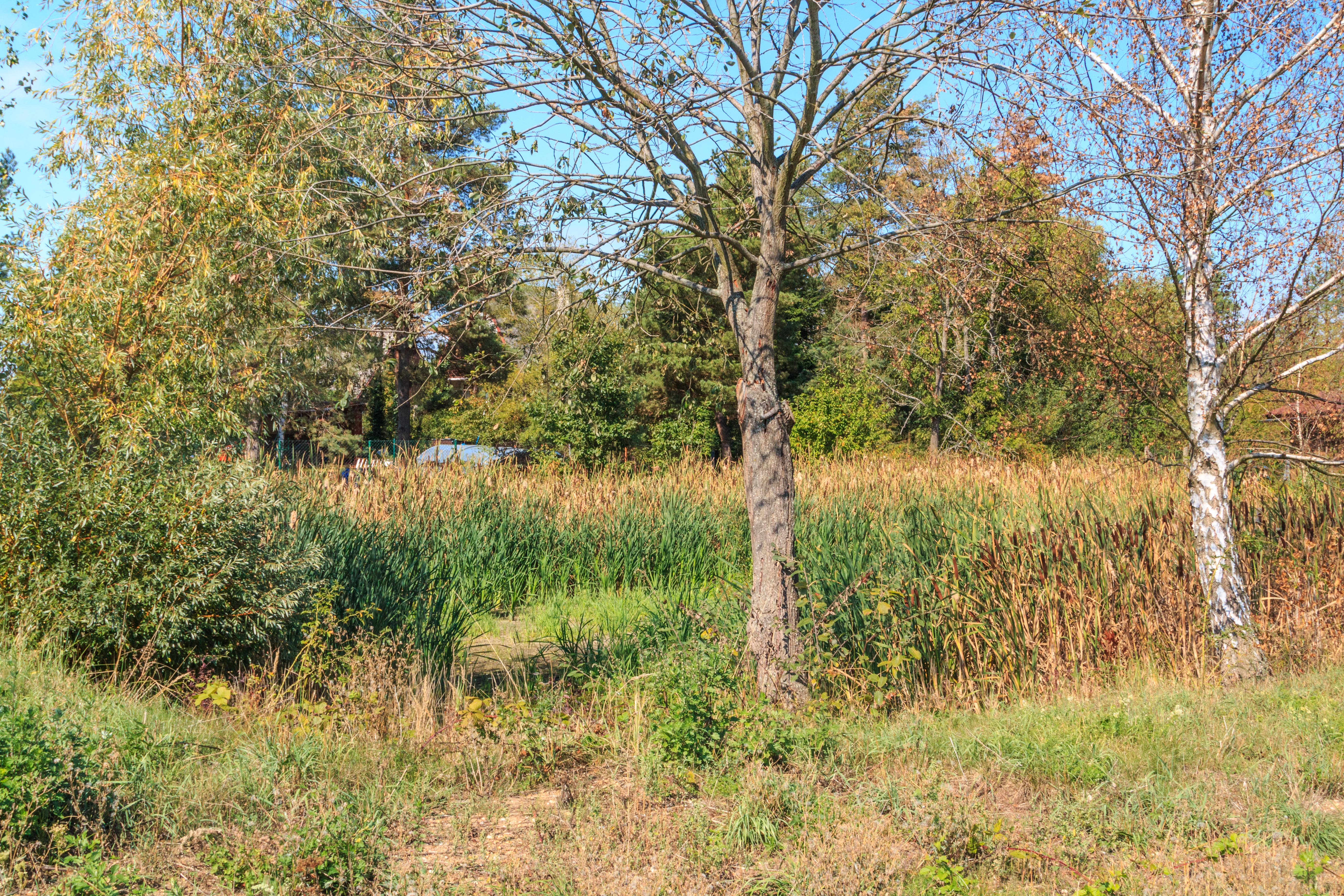
Pohled na rybníčky v Chudíři